# 東陵公園
東陵公園（とうりょうこうえん）は、北海道北見市東陵町にある公園。

## 歴史
東陵公園付近には、かつて野付牛競馬場（北見競馬場）が所在していた。公園の供用開始前となる1963年（昭和38年）に野球場（北見市営球場）と庭球場が、1964年（昭和39年）に陸上競技場が完成している。
- 1965年（昭和40年）：供用開始。
- 1973年（昭和48年）：北見市民温水プール開館。
- 1975年（昭和50年）：球技場完成。
- 1982年（昭和57年）：北海道立北見体育センター完成。
- 1983年（昭和58年）：北見市立体育センター完成。
- 1990年（平成02年）：パークゴルフ場開設[4]。
- 1992年（平成04年）：野球場改修。
- 2013年（平成25年）：武道館完成。
- 2015年（平成27年）：北見市民温水プールが市内大通東8丁目1に移転。

## 施設
東陵公園庭球場
- 開場期間（概ね4月中旬から11月上旬）[8]
- 1997年（平成9年）から1998年（平成10年）改修[8]
- 敷地面積：21,000m2[8]
- 全天候型オムニコート[8]
  - 軟式8面（全面照明付）[8]
  - 硬式8面（4面照明付）[8]

東陵公園陸上競技場
- 開場期間（概ね4月中旬から12月中旬）[9]
- 2002年（平成14年）から2005年（平成17年）改修[9]
- 日本陸上競技連盟第3種公認[9]
- 敷地面積：35,000m2[9]
- 全天候型ウレタン舗装[9]
- 400mトラック8コース、練習レーン4コース[9]
- 走り幅跳・三段跳兼用砂場2箇所、棒高跳2箇所、走り幅跳4箇所、砲丸投2箇所、槍投2箇所、円盤投・ハンマー投1箇所、3,000m障害溜1箇所[9]
- 写真判定設備[9]
- 収容人数：9,400人[9]

東陵公園球技場
- 開場期間（概ね5月上旬から体育の日）[10]
- 敷地面積：37,800m2[10]
  - プレイグラウンド：11,700m2、90m×130m（芝生）[10]
- サッカー・ラグビー兼用（照明付）[10]
- 水飲み場2箇所[10]
- 収容人数：3,000人（観客席2,000人、芝生スタンド1,000人）[10]

北見市営球場（東陵公園野球場）
- 開場期間（概ね5月上旬から体育の日）[11]
- 敷地面積：26,400m2[11]
  - プレイグラウンド：センター122m、両翼98m（内野クレイ舗装、外野芝舗装）[11]
- 収容人数：12,000人（メインスタンド2,000人、内野スタンド3,000人、外野スタンド7,000人）[11]
- 1963年（昭和38年）と1969年（昭和44年）に計2試合プロ野球公式戦の開催実績がある[7]。2011年（平成23年）にはイースタン・リーグ公式戦が予定されていたが中止となっている[12]。

北海道立北見体育センター
北見市立体育センター
- 施設総面積：2,124m2[13]
  - 一般競技用施設面積：1,190m2（実測34.50m×34.50m）[13]
    - バスケットボール1面、バレーボール2面、バドミントン6面、テニス2面、トランポリン2台、卓球12台[13]

  - 格技競技用施設面積：463m2（実測28.95m×16.00m）[13]
    - 柔道、剣道、空手、少林寺拳法（畳119畳常設）[13]
- 一般駐車場150台（身障者用駐車スペースあり）[13]

東陵公園パークゴルフ場
- 18ホール（無料）[14]

北見市武道館
- 施設概要
  - 道場1：畳（柔道国際規格試合場2面分） ※半面利用可[15]
    - 柔道、合気道など

  - 道場2：床（剣道四方式会場2面分） ※半面利用可[15]
    - 剣道、少林寺拳法など

  - 道場3：床 ※半面利用可[15]
    - 空手、居合道など

  - 多目的道場：床[15]
    - 相撲など

  - 弓道場：近的28m×10人立 ※雨天時や降雪時は屋内での練習も可（屋内使用時5人立）[15]
    - 弓道

  - 研修室：プロジェクター、音響設備完備（60人程度収容可）[15]
  - その他：武道のひろば（エントランスホール）、トレーニングルーム、授乳室、救護室、多目的トイレ、エレベーター、事務室[15]

## 大会・イベント
7月上旬には陸上競技場で『ホクレンディスタンスチャレンジ』を開催。7月末から8月上旬にかけては、北海道合宿をしているラグビーチームが球技場に集まり『オホーツクラグビーフェスティバルin北見』を開催する。

## 参考資料
- “北見市都市公園条例”. 北見市例規集.   北見市 (2014年). 2015年6月16日閲覧。
- “北見市都市公園管理規則”. 北見市例規集.   北見市 (2014年). 2015年6月16日閲覧。
- “北見市都市公園一覧”. 北見市例規集.   北見市 (2014年). 2015年6月16日閲覧。